# Капитан Атомик
«Капитан Атомик» (англ. Atomic Puppet) — анимационный телесериал, придуманный Джерри Лейбовицем и Марком Дропом и спродюсированный Mercury Filmworks, Technicolor Animation Productions и Gaumont Animation для Teletoon и Disney XD.

## Сюжет
Однажды супергерой Капитан Атомик во время встречи со своим самым преданным фанатом, 12-летним мальчиком по имени Джои Фелт, из-за происков злодея, Сержанта Субатомика (Муки), превращается в тряпичную куклу. Единственный способ вернуть свои прежние силы — объединиться с Джои в борьбе со злом. Без особого удовольствия Капитан становится напарником мальчика, для которого сотрудничество с кумиром — сбывшаяся заветная мечта, и вместе они образуют хотя и странный, но бесстрашный дуэт. Героям придется столкнуться с невероятными и захватывающими приключениями.

## Персонажи

### Главные
- Джозеф «Джои» Фелт (англ. Joseph "Joey" Felt, озвучивает Эрик Бауза — 12-летний ученик средней школы, фанат комиксов. Обретает суперсилы, когда надевает на руку носочную куклу — заколдованного Капитана Атомика.
- Капитан Атомик (англ. Captain Atomic/Atomic Puppet/AP, озвучивает Эрик Бауза — всемирно известный супергерой, которого превратил в носочную куклу его завистливый приятель Муки. Суперспособности Капитана Атомика воплощаются в жизнь, только когда Джои надевает куклу на руку.